# S. C. Johnson & Son
A S. C. Johnson & Son é uma indústria química que fabrica produtos de higiene e limpeza. A empresa iniciou suas atividades fundada por Sam Curtis Johnson em 1886 na cidade americana de Racine, Wisconsin. No Brasil é conhecida como Ceras Johnson e está presente no mercado brasileiro desde 1937. No mundo possui 70 subsidiárias e trabalha com produtos vendidos em mais de 110 países.
No Brasil, suas principais marcas são: Raid e Baygon (inseticidas), OFF!, Autan e Exposis (repelentes), Glade (purificadores de ar), Grand Prix e Carnu (automotivo), Bravo e Optimum (para pisos), Pato Purific e Glade Sany (para banheiros), Johnson Bravo e Brilhol (lustra-móveis), Mr. Músculo (limpeza geral), Ziploc (armazenagem doméstica) e Lysoform (limpeza geral).

## Marcas
- AllOut
- Autan (adquirido à Bayer em 2003)
- Babyganics
- Baygon (adquirido à Bayer em 2003)
- Bayfresh (adquirido à Bayer em 2003)
- Bayclin (adquirido à Bayer em 2003)
- Brise
- Caldrea
- Chemotox
- Drano
- Duck (WC Pato em Portugal, e Pato Purific no Brasil)
- Fantastik
- Glade
- Grand Prix
- Janitor in a Drum
- Kiwi (adquirido à Sara Lee Corporation em 2011)
- Mr. Muscle (Mr. Músculo no Brasil)
- Mrs. Meyer's Clean Day
- OFF!
- Pledge
- Raid
- Saran
- Scrubbing Bubbles
- Shout
- Swarfega
- Windex
- Ziploc